# Un hurlement dans la nuit
Pour plus de détails, voir Fiche technique et Distribution.
Un hurlement dans la nuit (titre original : A Shriek in the Night) est un film américain réalisé par Albert Ray, sorti en 1933.

## Synopsis
Deux journalistes rivaux, Pat Morgan et Ted Rand, sont au coude à coude pour élucider le mystère entourant la mort d’un philanthrope millionnaire tombé du balcon de son penthouse en pleine nuit. Les résidents de l’immeuble sont tour à tour soupçonnés et bientôt, le nombre de morts augmentent lorsque trois autres meurtres se produisent.

## Fiche technique
- Titre : Un hurlement dans la nuit
- Titre original : A Shriek in the Night
- Réalisation : Albert Ray
- Scénario : Frances Hyland d'après une histoire de Kurt Kempler
- Production : M.H. Hoffman Jr. (producteur associé)
- Société de production et de distribution : Allied Pictures Corporation
- Photographie : Tom Galligan et Harry Neumann
- Montage : Leete Renick Brown
- Direction artistique : Eugene Hornboestel
- Costumes : Alfreda
- Pays de production : États-Unis
- Langue : Anglais
- Format : Noir et blanc - 35 mm - 1,37:1 - Son : Mono
- Genre : Comédie policière et thriller
- Durée : 66 minutes
- Dates de sortie : 
  - États-Unis : 22 juillet 1933 première
  - États-Unis : 24 juillet 1933 New York

## Distribution
- Ginger Rogers : Pat Morgan
- Lyle Talbot : Ted Rand
- Harvey Clark : Peterson, le concierge
- Purnell Pratt : Inspecteur de police Russell
- Lillian Harmer : Augusta
- Arthur Hoyt : Wilfred
- Louise Beavers : Femme de ménage
- Clarence Wilson : Editeur Perkins